# Lawrence Abu Hamdan
Lawrence Abu Hamdan (* 1985 in Amman) ist ein britisch-libanesischer Künstler.

## Leben
Lawrence Abu Hamdan wurde in der jordanischen Hauptstadt Amman geboren, wuchs aber überwiegend in der englischen Stadt York auf (verschiedentlich wird er auch nur als libanesischer oder jordanischer Künstler bezeichnet). Sein Vater ist Libanese und dessen Familie Angehörige der Drusen; seine Mutter stammte aus Yorkshire. Eigenen Angaben zufolge fühlt sich Abu Hamdan sowohl „britisch“ als auch „sehr arabisch“.
Abu Hamdan tourte eigenen Angaben zufolge früher als Musiker und war ein Unterstützer der DIY-Musikszene in Leeds. Er studierte an der Middlesex University in London, die er 2007 mit einem Bachelor of Arts in der Fachrichtung Sonic Arts verließ. 2010 wurde ihm vom Centre for Research Architecture des Goldsmiths College (University of London) der Master of Arts verliehen, 2016 vom selben Fachbereich der PhD.
Von 2015 bis 2017 war Abu Hamdan Fellow am Vera List Centre for Art and Politics der New School in New York City. 2017/18 nahm er am Berliner Künstlerprogramm des DAAD teil. Gegenwärtig ist er Fellow der University of Chicago.
Lawrence Abu Hamdan ist verheiratet und Vater einer Tochter. Er lebt mit seiner libanesischen Ehefrau und Kind in Beirut. Als einen Grund für den Umzug in den Libanon nannte er erlebte Behördenwillkür seitens des britischen Home Office, bei dem er 13 Monate lang versucht hätte, einen Pass für seine Tochter zu beantragen.

## Werk
Abu Hamdan bezeichnet sich selbst als unabhängiger „Audioermittler“ oder auch „Klangdetektiv“ (englisch Private Ear), dessen Ausbildung als Musiker ihn für die Arbeit an forensischen Audioermittlungen qualifiziere. Er sieht sich dabei in hybrider „Funktion zwischen Technikspezialist und Künstler“. Abu Hamdan entwickelt und adaptiert seine Werke – visuelle und radiophone Kunstwerke und Installationen – für unterschiedliche Schauplätze, darunter Galerien, Museen sowie für die Anwalts- und Rechtsarbeit. Zahlreiche seiner forensischen Untersuchungen entstanden in Zusammenarbeit mit der unabhängigen Kunst- und Rechercheagentur Forensic Architecture, die ihren Sitz am Goldsmiths College hat, wo Abu Hamdan studierte. Mit Hilfe von Audiosoftware kann er spezifische Frequenzen eines bestimmten Klangs visualisieren.

„Meine Arbeit beschäftigt sich [...] mit Wahrheiten, die sich in voneinander untrennbaren Elementen der Umwelt manifestieren, in der jeder Klang durch die Analyse auch erneut erklingt. Das heißt, ich untersuche akustische Beweise sowohl an sich als auch als Bestandteil der Mittel, durch die sie politisch wahrgenommen werden. Dabei stütze ich mich auf unterschiedliche Disziplinen: auf die forensische Analyse, auf den kritischen Diskurs, auf Jura, Theologie und Philosophie. Eine hybride Beschäftigungsform, die dabei hilft, alternative Möglichkeiten zu entwickeln, mit denen man Verbrechen hören kann. Sie lässt Argumentationsformen zu, die auf unterschiedliche Weise an den Konventionen der forensischen Wahrheitsproduktion festhalten und/oder diese überdenken.“

Für Defence for Children International analysierte er zusammen mit Forensic Architecture den Tod zweier palästinensischer Jugendlicher in Baituniya im Jahr 2014, die von israelischen Soldaten erschossen worden waren. Anhand akustischer Analyse konnte er beweisen, dass die Soldaten scharfe Munition und nicht Gummigeschosse verwendet hatten, wie sie und das israelische Militär behauptet hatten. Mit dieser Ermittlung setzte er sich auch künstlerisch in seinem Werk «Earshot» auseinander.
2019 wurde Abu Hamdan für seine Einzelausstellung Earwitness Theatre an der Londoner Chisenhale Gallery, die Video-Installation Walled Unwalled sowie die Performance After SFX an der Tate Modern für den renommierten Turner Prize nominiert. Als Grundlage für die Projekte dienten ihm Interviews, die er mit ehemaligen Häftlingen des syrischen Militärgefängnisses Saidnaya geführt hatte. Diese entstanden im Rahmen einer Audio-Untersuchung für Amnesty International und Forensic Architecture. Mit Hilfe von Soundeffekten half Abu Hamdan den sechs Überlebenden, sich an die Geräuschkulisse des Gefängnisses zu erinnern – beim Verlassen der Zelle waren den Häftlingen stets die Augen verbunden worden, womit sie keine visuelle Orientierung hatten. Dadurch war es ihm möglich, die unbekannte Architektur des Gebäudes abzubilden und zu verstehen, was sich in Saidnaya abspielte.
Abu Hamdan galt als Geheimfavorit auf den Turner Prize. Umso überraschender war die Verkündung der Jury, den Preis erstmals zu gleichen Teilen an alle vier nominierten Künstler zu verleihen. Abu Hamdan, Helen Cammock, Oscar Murillo und Tai Shani hatten diesen Plan bei ihrem ersten gemeinsamen Zusammentreffen in der Turner Contemporary beschlossen und die Jury aufgefordert, sie als „heterogenes Künstlergespann mit viel Migrationshintergrund“ gemeinsam auszuzeichnen, „das das Verbindende und die Gemeinschaft betonen“ wollte. Die Jury kam dieser Aufforderung schließlich nach und das Preisgeld von 40.000 £ wurde gerecht auf die vier Künstler aufgeteilt. Abu Hamdan gab an, dass das Jahr 2019  ein „spezifisches“ Ereignis gewesen sei, da sich alle Künstler auf einem ähnlichen sozialen und politischen Weg befunden hätten. „Dieses Mal schien es mehr einen Zusammenhalt um einen politischen Ansatz als um eine ästhetische Praxis zu geben“, so Abu Hamdan. Bei der Preisverleihung trug Helen Cammock eine gemeinsam vorbereitete, ausgesprochen politische Erklärung vor: „Der Turner-Preis wird an britische Künstler vergeben oder an Künstler, die in Großbritannien leben. In diesem Jahr – wie so häufig in der Vergangenheit – erweitert der Preis wohl, was als britisch definiert wird“, so Cammock. „Wir finden das bedeutsam in einer Zeit, die durch ein Erstarken der Rechten und durch eine Erneuerung des Faschismus in einem konservativen, feindseligen Umfeld geprägt ist – wodurch wir mit unseren Freunden und Familien in Großbritannien wieder zunehmend unwillkommen sind“. Auch verwies Cammock auf die bevorstehende Unterhauswahl, bei der man dies ändern könne.
Gegenwärtig beschäftigt sich Abu Hamdan mit dem Thema Reinkarnation, das auch in der Religion der Drusen eine Rolle spielt. Dafür filmte er u. a. ein Interview mit einem 31-jährigen Drusen, der glaubt, die Reinkarnation eines 17-jährigen Jungen zu sein, der 1984 im libanesischen Bürgerkrieg getötet wurde.
2020 nahm Abu Hamdan am Steirischen Herbst teil; er installierte sein Soundpiece A Convention of Tiny Movements – Eurospar in den Regalen von Supermärkten.
Abu Hamdans Arbeiten wurden in die Kollektionen des Museum of Modern Art, Guggenheim Museums, Van Abbemuseum, Centre Pompidou und der Tate Modern aufgenommen.

## Ausstellungen (Auswahl)

### Einzelausstellungen
- 2012: Aural Contract: The Whole Truth (Casco, Utrecht)
- 2012: Aural Contract: The Freedom of Speech Itself (Showroom, London)
- 2013: Tape Echo (Beirut in Cairo, Kairo / Van Abbemuseum, Eindhoven)
- 2015: Taqiyya (Kunsthalle St. Gallen)
- 2015: The All-Hearing (Laveronica, Arte Contemporanea, Sizilien)
- 2016: Contra-Diction: Speech Against Itself (Centre Pompidou, Paris)
- 2016: Earshot (Portikus, Frankfurt am Main)
- 2018: Hammer Projects: Lawrence Abu Hamdan (Hammer Museum, Los Angeles)
- 2018: Lawrence Abu Hamndan (Chisenhale Gallery, London)
- 2018: Lawrence Abu Hamdan: [INAUDIBLE] (mor charpentier, Paris)
- 2018: Earwitness Theatre (Chisenhale Gallery, London)
- 2018: Walled Unwalled (Tate Modern Tanks, London)
- 2018: Walled Unwalled (daadgalerie, Berlin)
- 2019: Lawrence Abu Hamdan (Witte de With – Center for Contemporary Art, Rotterdam)
- 2019: Earwitness Theatre (Institute of Modern Art, Brisbane)
- 2019: Naqt (Sfeir-Semler Gallery, Beirut)
- 2019: The Voice Before the Law (Hamburger Bahnhof – Museum für Gegenwart, Berlin)
- 2020: Artist's Rooms: Lawrence Abu Hamdan (Jameel Arts Centre, Dubai)
- 2021: São Paulo Art Biennial (São Paulo)
- 2021: Dirty Evidence (Bonniers Konsthall, Stockholm)
- 2021: Green Coconuts and Other Inadmissible Evidence (Secession, Wien)
- 2022: cross border crimes & the witness-machine complex (Sfeir-Semler Gallery, Hamburg)
- 2022: The Sonic Image (Sharjah Art Foundation, Sharjah)
- 2023: Cross-Border Crimes (Museo Universitario Arte Contemporáneo, Mexiko-Stadt)
- 2023: Walled Unwalled and Other Monologues (Museum of Modern Art, New York)
- 2023: 45th Parallel (Talbot Rice Gallery, Edinburgh)
- 2024: Air Conditioning (MUDAM, Luxembourg)

## Auszeichnungen
- 2016: Internationaler Nam June Paik Award
- 2017: Rotterdam International Film Festival – Tiger Short Film Award (Rubber Coated Steel)
- 2017: European Media Art Festival – Dialog Preis des Auswärtigen Amts (Rubber Coated Steel)
- 2017: 25 FPS Festival, Zagreb – Publikumspreis (Rubber Coated Steel)
- 2018: Baloise Kunst-Preis
- 2018: Abraaj Group Art Prize
- 2019: Turner Prize (gemeinsam mit Helen Cammock, Oscar Murillo und Tai Shani)
- 2022: Publikumspreis der Toronto Biennale
- 2023: Glasgow Short Film Festival: Bill Douglas Award